# Pattalinus
Pattalinus is een kevergeslacht uit de familie van de boktorren (Cerambycidae). De wetenschappelijke naam van het geslacht werd voor het eerst geldig gepubliceerd in 1881 door Bates.

## Soorten
Pattalinus omvat de volgende soorten:
- Pattalinus mirificus Gilmour, 1961
- Pattalinus charis Bates, 1881
- Pattalinus cultus Bates, 1881
- Pattalinus griseolus Monné, 1988
- Pattalinus lineatus Monné & Martins, 1976
- Pattalinus strigosus Monné, 1988
- Pattalinus vittulatus (Gilmour, 1961)